# Chaumont-Porcien

Chaumont-Porcien este o comună în departamentul Ardennes din nordul Franței. În 1 ianuarie 2022 avea o populație de 486 de locuitori.